# آرثر ك. لاد
آرثر ك. لاد (بالإنجليزية: Arthur K. Ladd)‏ هو عسكري أمريكي، ولد في 1 نوفمبر 1890 في تكساس في الولايات المتحدة، وتوفي في 13 ديسمبر 1935 في Dale, South Carolina ‏ في الولايات المتحدة.